# Elverum (gemeente)
Elverum is een gemeente in de Noorse provincie Innlandet. De gemeente telde 21.086 inwoners in januari 2017. Het gemeentebestuur is gevestigd in de gelijknamige plaats.

## Ligging
Elverum ligt centraal in Hedmark. In het noorden grenst de gemeente aan Åmot, in het oosten aan Trysil, in het zuiden aan Våler en in het westen aan de gemeente Løten. 
De Glomma stroomt in het westen door de gemeente. Het oostelijke deel van Elverum is een voortzetting van Finnskogen.

## Vervoer

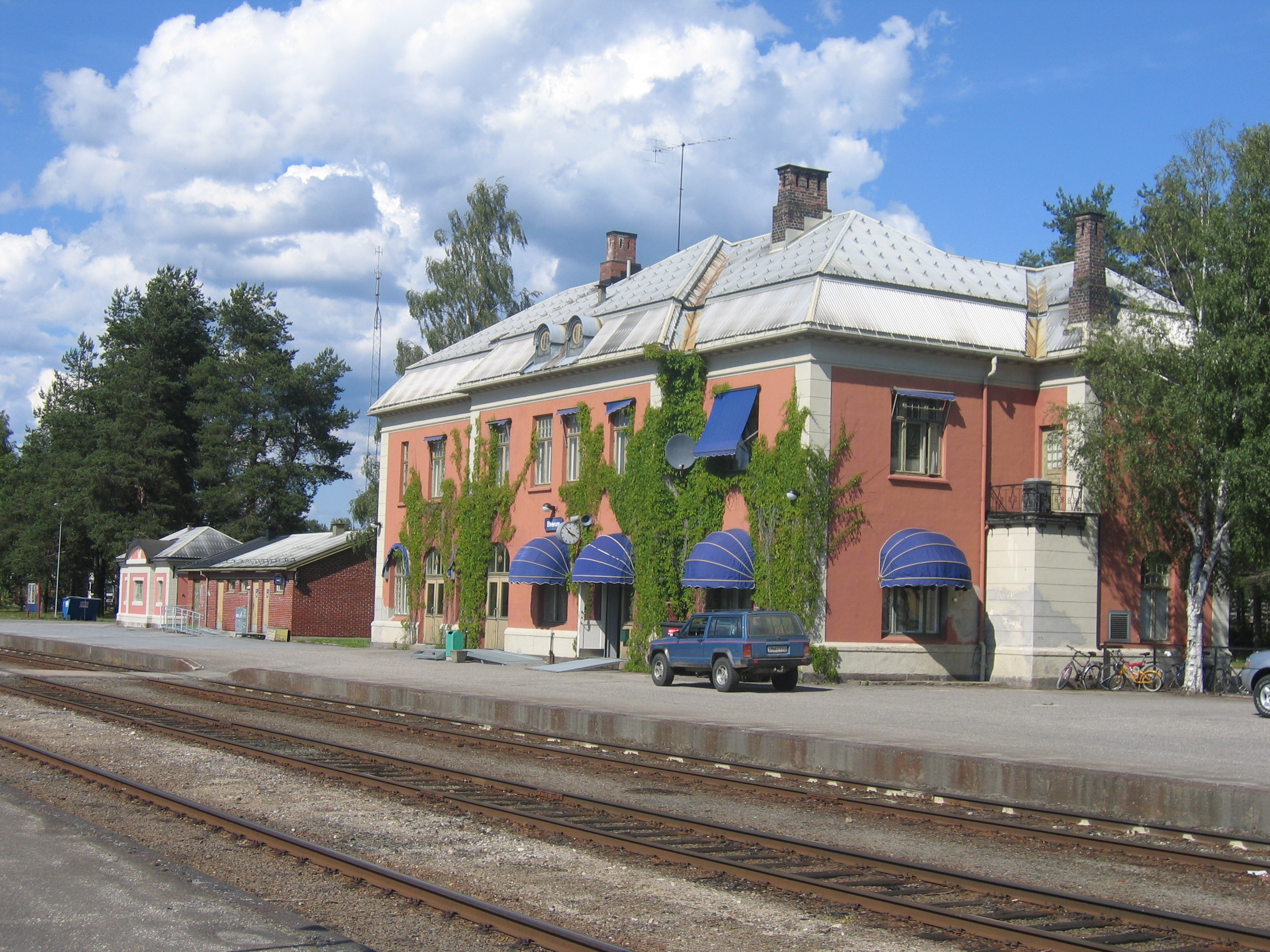
Het station van Elverum

De plaats Elverum was tot het einde van de twintigste eeuw een bescheiden spoorwegknooppunt. Het station was eindpunt van Solørbanen, de spoorlijn vanuit Kongsvinger en gaf de reizigers op die lijn de mogelijkheid om over te stappen op Rørosbanen, die Trondheim verbindt met Oslo. Na het sluiten van Solørbanen zijn alleen de stations in Elverum en Rudstad nog open.
De belangrijkste wegverbindingen zijn riksvei 2, die van Elverum naar Kongsvinger loopt, riksvei 3 die de gemeente via de E6 met Oslo verbindt en van Elverum verder naar het noorden loopt, en riksvei 25 die van Hamar komt en via Elverum naar de Zweedse grens loopt.

## Geboren
- Vegar Eggen Hedenstad (26 juni 1991), voetballer
- Marcus & Martinus (21 februari 2002), popduo

## Plaatsen in de gemeente
De hoofdplaats Elverum ligt aan de Glomma,  centraal in de gemeente. Naar het noordoosten ligt langs riksvei 25 Hernes. In het oosten liggen Sørskogbygda en Nordskogbygda. Naar het zuiden liggen langs riksvei 2 Heradsbygd en Jømna.

## Galerij

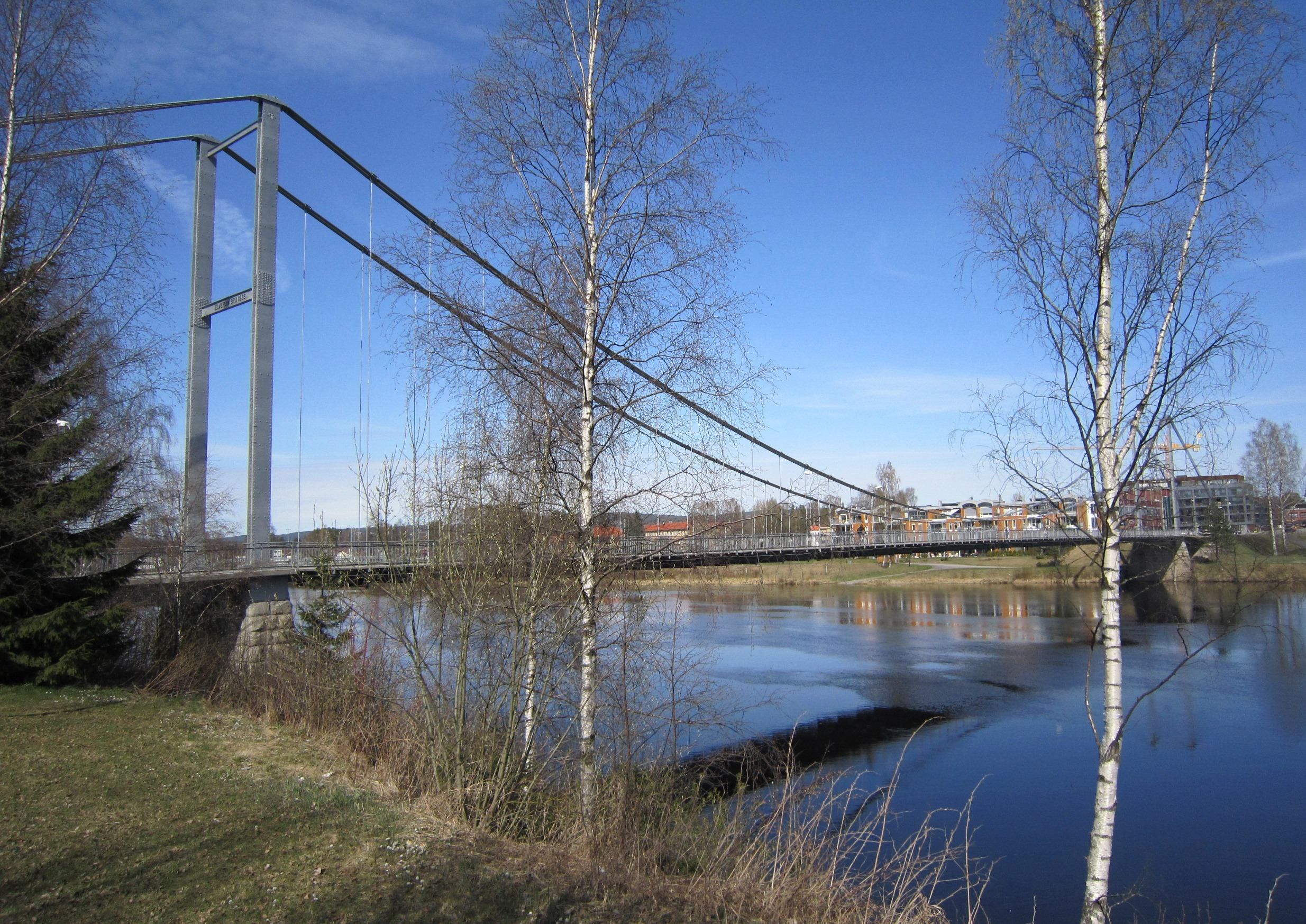
Brug over de Glomma in Elverum
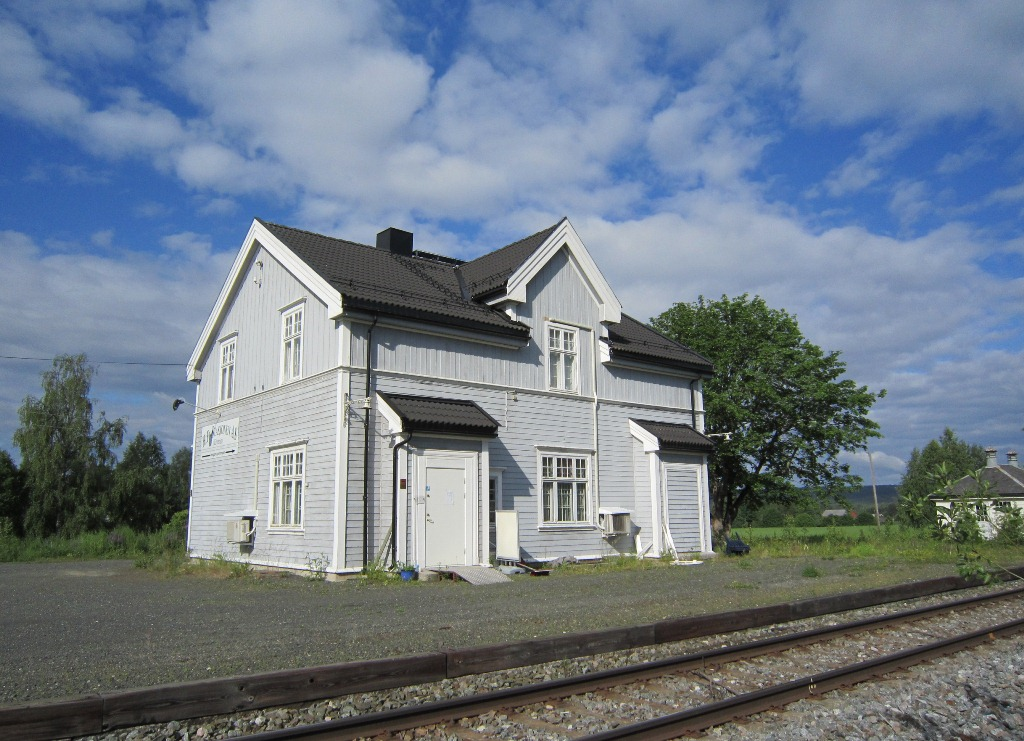
Station in Heradsbygd
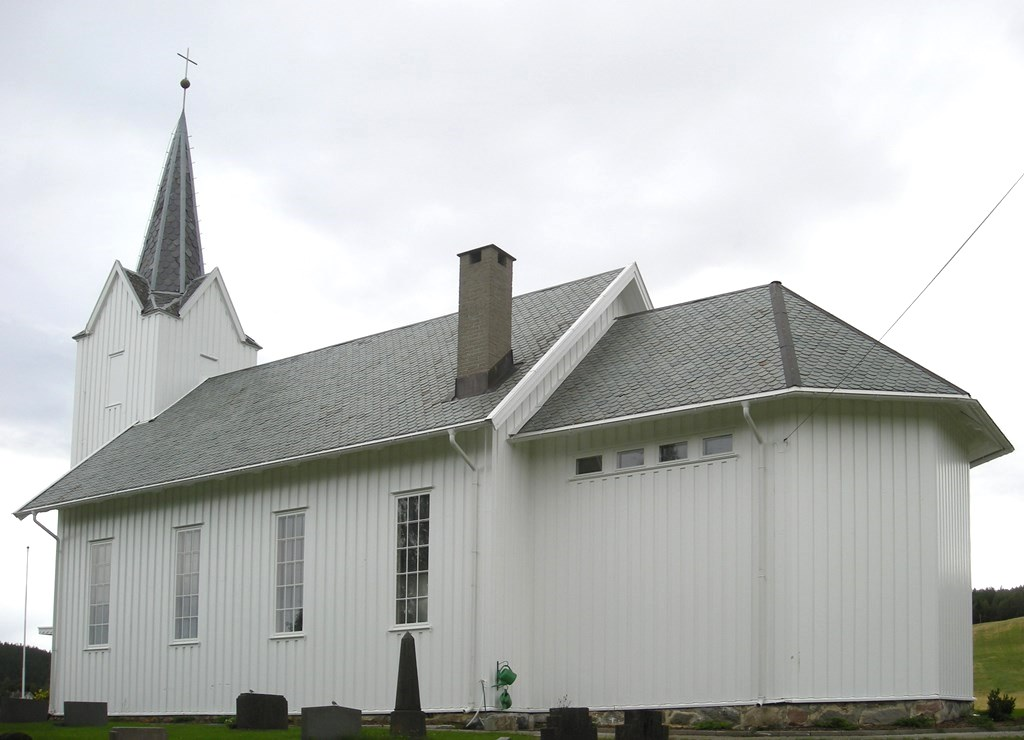
Kerk in Nordskogbygda

Alvdal · Dovre · Eidskog · Elverum ·  Engerdal · Etnedal · Folldal · Gausdal · Gjøvik · Gran · Grue ·  Hamar · Kongsvinger · Lesja · Lillehammer · Lom ·  Løten · Nord-Aurdal · Nord-Fron · Nord-Odal · Nordre Land · Os · Østre Toten · Øyer · Øystre Slidre · Rendalen · Ringebu · Ringsaker · Sel · Skjåk · Stange · Stor-Elvdal · Søndre Land · Sør-Aurdal · Sør-Fron · Sør-Odal · Tolga · Trysil · Tynset · Vågå · Våler · Vang · Vestre Slidre · Vestre Toten · Åmot · Åsnes

Fylker van Noorwegen